# Daphne du Maurier
Dame Daphne du Maurier, Lady Browning (Londra, 13 maggio 1907 – Par, 19 aprile 1989), è stata una scrittrice, drammaturga e poetessa inglese. È considerata una delle scrittrici inglesi più lette al mondo. Il grande pubblico la ricorda per i numerosi adattamenti cinematografici di alcuni suoi famosi romanzi fra cui Rebecca, la prima moglie.

## Biografia
I genitori di Daphne, Gerald du Maurier e Moriel Beaumont, avevano entrambi un passato di attori teatrali. Gerald era stato anche impresario. Seconda di tre sorelle, completa gli studi a Parigi e torna in Inghilterra, per seguire la famiglia in Cornovaglia, a Fowey.
Nel 1931, grazie anche all'aiuto di uno zio editore, Daphne pubblica il suo primo libro Spirito d'amore. Successivamente, mentre gli altri parenti tornano a Londra, decide di rimanere a Fowey. Nel 1932 Daphne sposa sir Frederick Arthur Montague Browning, maggiore dell'esercito. Per la sua attività la coppia si trasferisce nel 1939 ad Alessandria d'Egitto, dove Daphne scriverà Rebecca, la prima moglie, il suo romanzo più conosciuto.
Molti saranno i luoghi in cui il marito verrà assegnato, ma non sempre lei lo seguirà. Nel 1943 i due tornano in Inghilterra e riescono ad affittare un maniero a Menabilly, dove si stabiliscono con i figli. Ma nel 1964, sono costretti ad andarsene. Nel 1965 muore il marito Frederick e Daphne sceglie di vivere in solitudine. Dopo la sua morte, avvenuta il 19 aprile 1989, le ceneri vengono sparse, assecondando i suoi desideri, nei campi che circondano la sua ultima residenza.

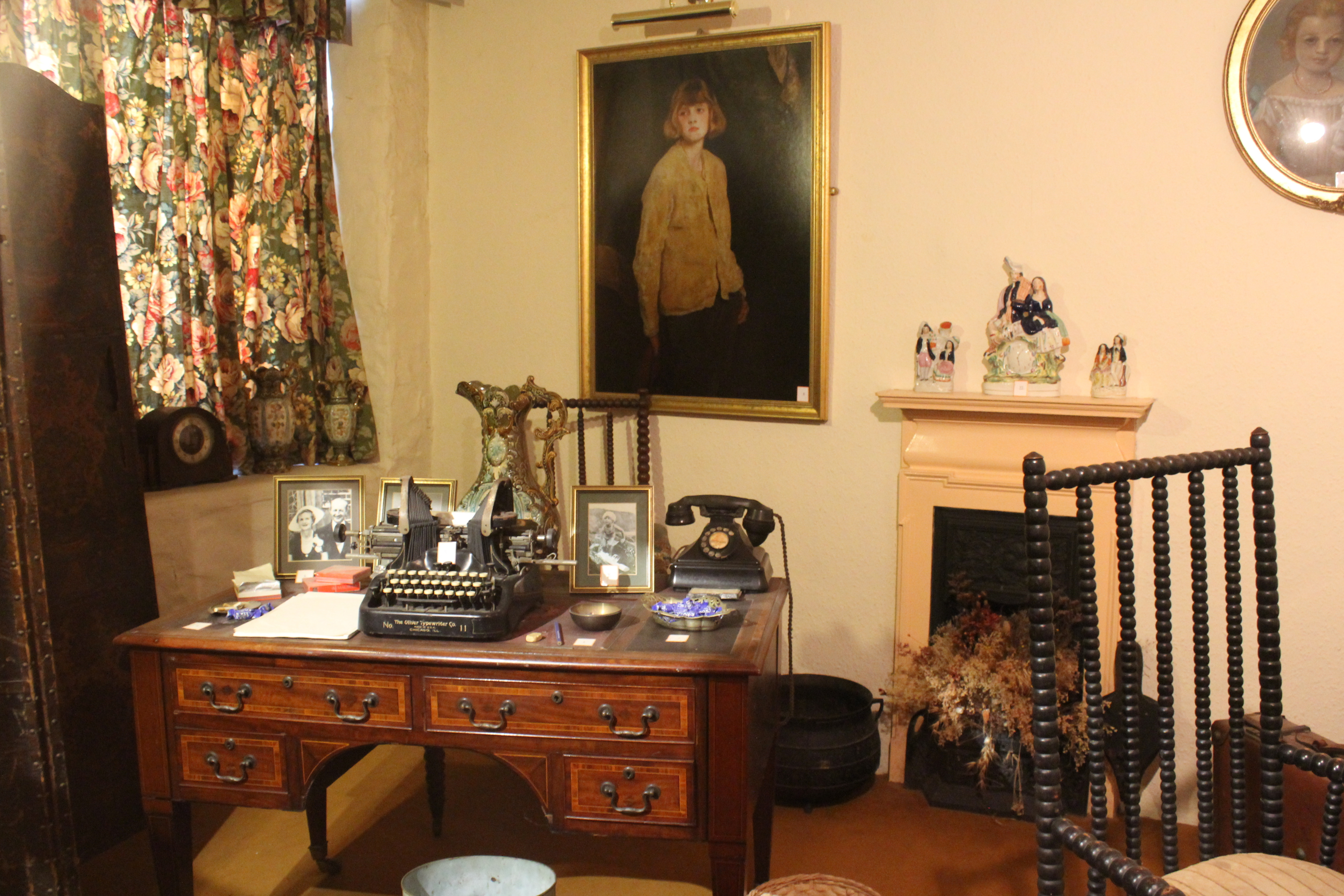
Lo studio di Daphne du Maurier nella sua casa in Cornovaglia

Du Maurier era un'amante dei cani e introdusse la razza shih tzu in Gran Bretagna negli anni '30.
George du Maurier fu suo nonno.

## Opere
- Spirito d'amore (The Loving Spirit, 1931)
- Non sarò più giovane (I'll never be young again, 1932)
- Progresso di Julius (Julius, 1933)
- Gerald: Un ritratto (Gerald: A Portrait, 1934)
- Taverna alla Giamaica (Jamaica Inn, 1936)
- I du Maurier (The du Mauriers, 1937)
- Rebecca, la prima moglie (Rebecca, 1938)
- Come Wind, Come Weather (1940)
- Donna a bordo o La baia del francese (Frenchman's Creek, 1941)
- La collina della fame (Hungry Hill, 1943)
- Il generale del re (The King's General, 1946)
- Marea di settembre (September Tide, 1948)
- I parassiti (The Parasites, 1949)
- Il giovane George du Maurier: Una scelta delle sue lettere (The Young George du Maurier, 1951)
- Mia cugina Rachele (My Cousin Rachel, 1951)
- The Apple Tree (1952) (raccolta di racconti uscita negli Stati Uniti con il titolo Kiss Me Again, Stranger e con due racconti aggiuntivi; più tardi ripubblicata con il titolo The Birds and Other Stories)
- Sua bellezza Mary Anne (Mary Anne, 1954)
- Il capro espiatorio (The Scapegoat, 1957)
- Baciami ancora, sconosciuto (1958)
- Il punto di rottura (The Breaking Point, 1959)
- Early Stories (1959)
- The Infernal World of Branwell Bronte (1960)
- Castle Dor (1962), scritto insieme a Sir Arthur Quiller-Couch
- Il calice di Vandea (The glass-blowers, 1963)
- Il Volo del falcone (The Flight of the Falcon, 1965)
- Vanishing Cornwall (1967)
- La casa sull'estuario (The House on the Strand, 1969)
- Non dopo mezzanotte e altri racconti (Not After Midnight and other stories, 1971)
- Un bel mattino (Rule Britannia, 1972)
- Golden Lads (1975)
- The Winding Stairs (1976)
- Growing Pains - the Shaping of a Writer (1977)
- The Rebecca Notebooks (1981)
- Rendez-vous (The Rendez-vous, 1981)
- Cornovaglia magica (Enchanted Cornwall, 1989 postumo)
- L'alibi (The alibi, 1997)

## Premi e riconoscimenti
- 1978 - Grand Master Award del premio Edgar Allan Poe[4]
- 2000 - Anthony Award categoria  Best Novel Of The Century[5]

## Filmografia
Vedere nel dettaglio: Adattamenti dalle opere di Daphne du Maurier.